# Proprioseius meridionalis
Proprioseius meridionalis är en spindeldjursart som beskrevs av Chant 1957. Proprioseius meridionalis ingår i släktet Proprioseius och familjen Phytoseiidae. Inga underarter finns listade i Catalogue of Life.